# Niederrhein-Kolleg
Das Niederrhein-Kolleg in Oberhausen, Abkürzung NRK, war eine staatliche Tagesschule des zweiten Bildungswegs und bot seit 1953 als ältestes Kolleg des Landes Nordrhein-Westfalen Erwachsenen an, die allgemeine Hochschulreife oder die Fachhochschulreife nachzuholen. Auf Beschluss der Landesregierung wurde das NRK im Sommer 2023 aufgrund sinkender Studierendenzahlen geschlossen.

## Geschichte
Am 9. Juni 1953 kündigte die nordrhein-westfälische Kultusministerin Christine Teusch (CDU) die Gründung des Oberhausener Instituts zur Erlangung der Hochschulreife an. Im November nahm die neue Einrichtung der Erwachsenenbildung des Zweiten Bildungswegs an der Grenze der beiden Stadtteile Schlad und Dümpten der Stadt Oberhausen im Rheinland im Gebäude der ehemaligen Dümpter Volksschule ihren Schulbetrieb auf, nachdem die noch im Gebäude befindliche Pädagogische Akademie Oberhausen als Niederlassungen der späteren Pädagogischen Hochschule Rheinland ihre Tore geschlossen hatte. Damit war das Kolleg in Oberhausen nach dem Braunschweig-Kolleg das zweitälteste dieser Art in Deutschland und das erste in Nordrhein-Westfalen.
Der damals noch viersemestrige Lehrgang startete mit 27 Studierenden aus allen Teilen Deutschlands unter der Leitung des ersten Institutsleiters Heinrich Bauer. Weil in den Anfangsjahren Streitigkeiten über die Zuordnung zum Allgemeinen oder Beruflichen Schulwesen nicht geklärt waren, führte beim ersten Abitur 1955 der Kultusminister Werner Schütz (CDU) den Vorsitz.
In der Zeit von 1953 bis 1958 wurde nach den Plänen des Architekten Oswald Mathias Ungers und seiner Mitarbeiter Ludwig Leo, Stefan Wewerka und Karl-Lothar Dietzsch das institutseigene Wohnheim (Fertigstellung zum 1. November 1956) und das Naturwissenschaftliche Gebäude mit der Aula und der Mensa (Einweihung Oktober 1958) errichtet. Mit dem Beginn des Sommersemesters 1961 wurde die Semesterzahl von vier auf fünf erhöht.
Seit 1965 lautete der offizielle Name der Einrichtung „Oberhausen-Kolleg – Staatliches Institut zur Erlangung der Hochschulreife“.
Zum 1. Januar 1964 wurde das Institut dem Schulkollegium Düsseldorf beim Regierungspräsidenten in Düsseldorf unterstellt, ab dem 1. Januar 1986 der Schulabteilung des Regierungspräsidenten in Düsseldorf.
Mit dem Wintersemester 1965/66 wurde das Wahlpflichtsystem in Anlehnung an die gymnasiale Ausbildungs- und Prüfungsordnung eingeführt. Mit Beginn des Wintersemesters 1981/82 wurde das Kurssystem in Anlehnung an das Modell der gymnasialen Oberstufe eingeführt und die Lehrgangsdauer auf sechs Semester aufgestockt. Zeitgleich mit der Umbenennung aller Schulen des Zweiten Bildungswegs (Abendrealschule, Abendgymnasium und Kolleg) in Nordrhein-Westfalen in „Weiterbildungskollegs“ wurde zum 1. August 2000 das Oberhausen-Kolleg umbenannt in „Niederrhein-Kolleg Staatliches Weiterbildungskolleg – Bildungsgang Kolleg“, um den großflächigen Einzugsbereich zu verdeutlichen, der sich vom Ruhrgebiet über die linke Rheinseite bis zum Niederrhein erstreckt.
Auf Beschluss der Landesregierung wurde die Schule im Juli 2023 geschlossen.
Zum Schuljahr 2024/25 nahm die neugegründete Gesamtschule an der Knappenstraße in den Räumen des ehemaligen Kollegs ihren Betrieb mit 123 Kindern der Jahrgangsstufe 5 auf. Vorgesehen ist eine „temporäre Nutzung“ der Räumlichkeiten für die Sekundarstufe I der neuen Gesamtschule bis zur Fertigstellung des Neubaus am künftigen Standort.

## Allgemeines zur Schulform

### Einbindung in das Schulsystem
Als zweiter Bildungsweg (kurz „ZBW“) werden Bildungsgänge bezeichnet, die Erwachsenen, die ihre Schulpflicht bereits erfüllt haben, ermöglichen, einen höheren Schulabschluss zu erlangen. Dazu gehören die kostenfreien öffentlich-allgemeinbildenden Schulformen bzw. Bildungsgänge der Abendrealschulen, der Abendgymnasien und der Kollegs.

### Abschlüsse
Man kann folgende Schulabschlüsse erlangen:
- im Bildungsgang Abendrealschule: den Hauptschulabschluss und den mittleren Schulabschluss (Fachoberschulreife)
- im Bildungsgang Abendgymnasium, in dem der Unterricht meist abends stattfindet: den schulischen Teil des Fachabiturs (Fachhochschulreife) oder die allgemeine Hochschulreife (Abitur)
- im Bildungsgang Kolleg, in dem der Unterricht in Tagesform stattfindet: den schulischen Teil des Fachabiturs (Fachhochschulreife) oder die allgemeine Hochschulreife (Abitur).

Notwendige Voraussetzungen für den Besuch dieser Bildungsgänge können auch in Kursen der Volkshochschulen erworben werden.

### Aufnahmevoraussetzungen
Wer an einem Weiterbildungskolleg in Nordrhein-Westfalen aufgenommen werden will, muss folgende Voraussetzungen erfüllen:
- Mindestalter: 18 Jahre
- Abgeschlossene Berufsausbildung – oder – Nachweis einer mindestens zweijährigen Berufstätigkeit (Führung eines Familienhaushaltes mit mindestens einer erziehungs- oder pflegebedürftigen Person, Wehr- und Zivildienstzeiten, nachgewiesene Arbeitslosigkeit können angerechnet werden).
- Fachoberschulreife oder erfolgreicher Besuch eines Vorkurses oder Bestehen einer Eignungsprüfung

## Besonderheiten des NRK

### Fächerangebot
Die Unterrichtsfächer an einem Weiterbildungskolleg in den Bildungsgängen Kolleg und Abendgymnasium wurden wie in der gymnasialen Oberstufe in unterschiedliche Aufgabenfelder unterteilt.

I. Aufgabenfeld (das sprachlich-literarisch-künstlerische):
Deutsch, Englisch, Französisch, Latein und Kunst.

II. Aufgabenfeld (das gesellschaftswissenschaftliche): Geschichte, Erdkunde, Philosophie, Soziologie und Volkswirtschaftslehre.

III. Aufgabenfeld (das mathematisch-naturwissenschaftlich-technische): Mathematik, Biologie, Chemie und Physik.

Ohne Aufgabenfeldzuordnung: Religionslehre.

### Schullaufbahn
Der sechssemestrige Schulbesuch gliederte sich analog zur gymnasialen Oberstufe in Nordrhein-Westfalen in die Einführungsphase (Semester 1 bis 2) und die Qualifikationsphase (Semester 3 bis 6). Es galt die Verordnung über die Ausbildung und Prüfung in den Bildungsgängen des Weiterbildungskollegs des Landes Nordrhein-Westfalen.

#### Einführungsphase
In der Einführungsphase wurden die grundlegenden Inhalte für die Kursphase vermittelt. Pflichtfächer waren Deutsch, Englisch, Mathematik (je fünfstündig), Französisch oder Latein (je vierstündig), Biologie und Geschichte (je dreistündig) in beiden Semestern. Im ersten oder zweiten Semester wurden weiterhin zum Teil als Wahlpflichtangebote Chemie, Erdkunde, Philosophie, Physik, Religion, Soziologie und Volkswirtschaftslehre (je zwei- bis dreistündig) unterrichtet. Jeweils am Ende des ersten und zweiten Semesters erfolgte bei entsprechenden Unterrichtsleistungen eine Versetzung in das nächsthöhere Semester.

#### Qualifikationsphase
In dieser Kursphase existierten neben verpflichtenden Unterrichtsfächern auch Wahlmöglichkeiten aus dem für die Einführungsphase dargestellten Angebot. Als Leistungsfächer wurden Deutsch, Englisch, Mathematik bzw. Biologie, Geschichte und Kunst angeboten. Nach dem 4. Semester bestand die Möglichkeit zum Erwerb des schulischen Teils der Fachhochschulreife, nach dem 6. Semester die Möglichkeit zur Ablegung der zentralen Prüfungen zur allgemeinen Hochschulreife (Abitur).

### Kosten und Fördermöglichkeiten
Der Unterricht an einem Kolleg ist kostenlos. Bücher werden im Rahmen der Lernmittelfreiheit zur Verfügung gestellt. Eine elternunabhängige und darlehensfreie Förderung nach dem Bundesausbildungsförderungsgesetz (BAföG) ist in der Regel möglich, wenn die Ausbildung vor dem 30. Lebensjahr begonnen wurde. 

### Abschlüsse
Das Niederrhein-Kolleg zählte zu den seinerzeit vier Schulen im Regierungsbezirk Düsseldorf, an denen einmal jährlich die Externen-Abiturprüfung (ehemals Abitur für Nichtschüler) abgenommen wurde. Die Anmeldung dazu erfolgte ausschließlich über die Bezirksregierung Düsseldorf.

### Förderverein
Bereits 1959 wurde am Niederrhein-Kolleg ein Förderverein gegründet. Ziel des Vereins war es, das gemeinsame schulische Engagement von Studierenden und Lehrenden am NRK für eine lebendige Kolleggemeinschaft und eine zukunftsfähige Weiterbildung auf vielfältige Weise zu fördern und finanziell zu unterstützen.
Neben der institutionellen Förderung als Primäranliegen des Fördervereins bildete er auch ein Bindeglied zwischen Kolleg, aktuellen Studierenden und ehemaligen Studierenden, die so dem Kolleg verbunden blieben.

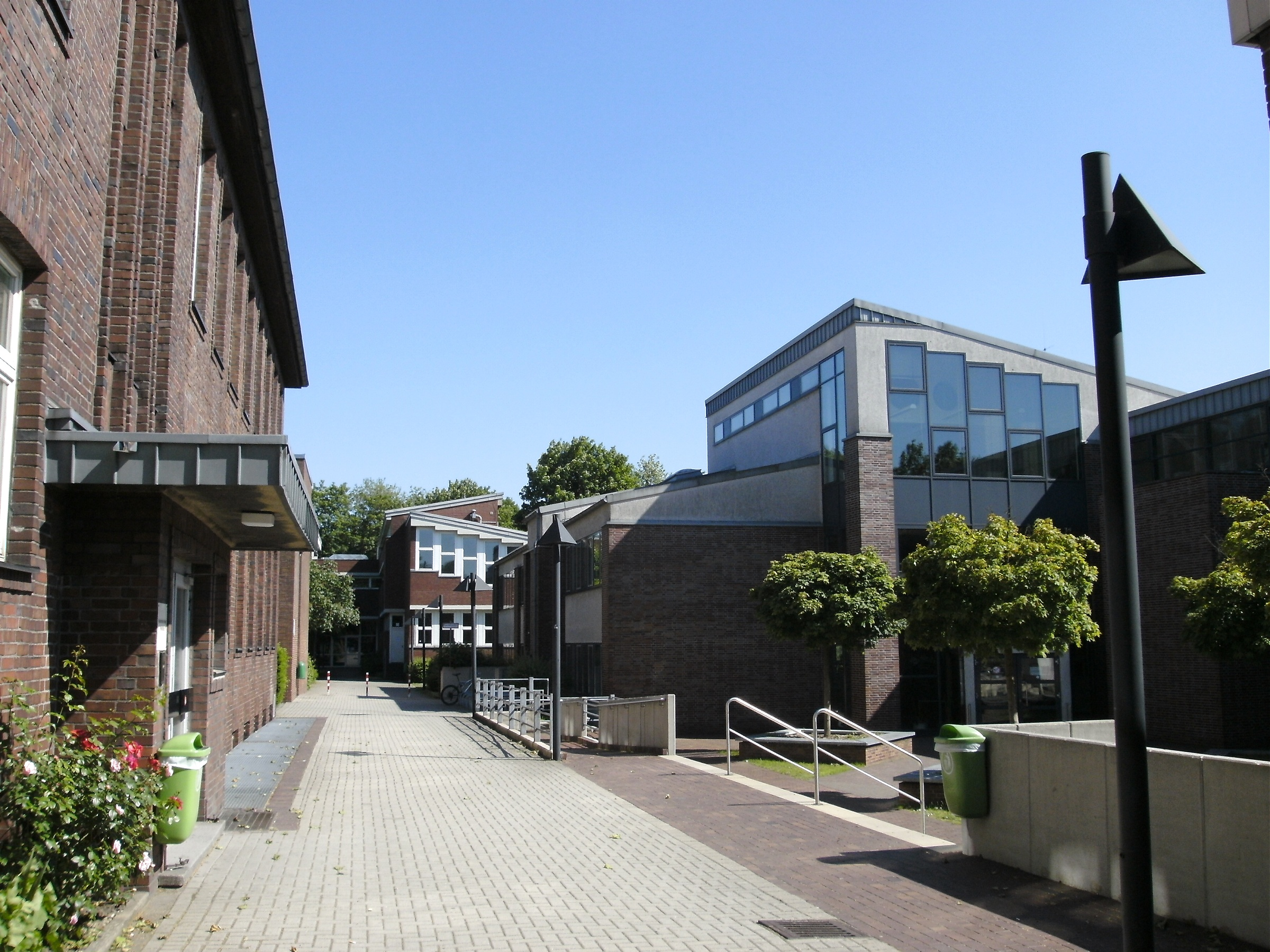
Niederrhein-Kolleg, Teilansicht 2010

### Architektur
Die zwischen 1953 und 1959 von Oswald Mathias Ungers erschaffenen Gebäude gelten als frühe Werke des Künstlers. Insbesondere das Studierendenwohnheim nahm den damaligen internationalen Trend zu clusterförmigen, modularen Architekturen auf. Mit dieser Architektur gehört das Niederrhein-Kolleg zur Rundtour exemplarischer Beispiele der Architektur und Architekturentwicklung der Stadt Oberhausen. Die Gebäude sind seit 2025 ein Baudenkmal der Stadt Oberhausen.

### Wohnheim
Auf dem Gelände des Niederrhein-Kollegs Oberhausen liegt hinter den Schulgebäuden in einer Parkanlage ein Studierendenwohnheim. In neun Häusern fanden über 50 Studierende Unterkunft. Jedes Haus verfügte im Erdgeschoss und im ersten Obergeschoss jeweils über drei ca. 20 m² große, unmöblierte Einzelzimmer. Hinzu kamen ein Wasch-/Duschraum pro Etage und eine Toilettenanlage. Im zweiten Obergeschoss jedes Hauses war eine Gemeinschaftsküche untergebracht. Zu der Wohnanlage gehörte auch eine Waschküche mit zwei automatischen Waschmaschinen und einem Wäschetrockner.

### Kurioses
2013 gab sich der Düsseldorfer Augenarzt Eckhard Roth als Schiffskoch aus und meldete sich mit gefälschten Papieren als Autodidakt zur Abiturprüfung an. Er bestand die Prüfungen und deckte den Schwindel im Nachhinein auf.